# ドレントヴェーデ
ドレントヴェーデ (ドイツ語: Drentwede) は、ドイツ連邦共和国ニーダーザクセン州ディープホルツ郡に属す町村（以下、本項では便宜上「町」と記述する）である。この町はフレッケン・バルンストルフに行政機関を置くザムトゲマインデ・バルンストルフを構成する自治体の1つである。

## 地理
ドレントヴェーデは、デュンマー自然公園とヴィルデスハウザー・ゲースト自然公園との間に位置する。ブレーメンとオスナブリュックとのほぼ中間にあたる。

### 自治体の構成
この町は、ボックシュテット地区とドレントヴェーデ地区からなる。

## 歴史

### 合併
ドレントヴェーデは1820年から1852年までアムト・ディープホルツの一部であり、その後1859年までアムト・アウブルクに属した。1859年に再び、拡大したアムト・ディープホルツに属した。このアムトは1885年にディープホルツ郡に組織変更された。
現在この町を構成する地区で、かつて独立した自治体であったボックシュテットは1909年にアルドルフの一部から成立した。ドレントヴェーデは1925年に Nike（ニーダーザクセン発電所）の電力網に組み込まれた。町の事務所はそれまでは、その時点での町長の家に置かれていたが、1948年にドレントヴェーデ14番地の建物（町役場）が建設された。1974年にニーダーザクセンの自治体再編に伴って、すべての行政機能はザムトゲマインデ・バルンストルフに移管された。ボックシュテットは1974年3月1日の改革に伴いドレントヴェーデに合併した。

## 行政

### 議会
ドレントヴェーデの町議会は9議席からなる。これは人口1001人から2000人のザムトゲマインデに属す町村議会の議員定数である。議員は5年ごとに住民による選挙で選出される。

### 首長
町議会は、町議会議員のテオ・アメルング (WGD) と名誉職の町長に選出した。
過去の首長: 第二次世界大戦後の首長を列記する。
- 1945年7月4日 - 1946年: クリスティアン・アメルング、軍事政府の委託により町長に任命された。
- 1946年 - 1948年: オットー・ジュートホルツ (SPD)
- 1948年 - 1974年: フリードリヒ・ハームス (CDU)
- 1974年 - 1986年: フリッツ・ユルゲンス (FDP)
- 1986年 - : テオ・アメルング (WGD)

## 文化と見所

### 建築
ドレントヴェーデの建造文化財リストには14件が登録されている。

## 経済と社会資本

### 交通
町内を連邦道 B51号線（バッスム - オスナブリュック）と鉄道ブレーメン - オスナブリュック線が通っている。